# Retox
Retox es una banda estadounidense de hardcore punk que se formó en 2011. El cuarteto fue fundado por Justin Pearson y Gabe Serbian, ambos de los cuales habían estado previamente juntos en The Locust, Head Wound City y Holy Molar, así como numerosas otras bandas por separado. Los otros dos miembros son Thor Dickey y Michael Crain. Serbian fue sustituido por Brian Evans en 2013. Retox ha firmado con Ipecac Recordings y Epitaph Records y han publicado tres álbumes de estudio: Ugly Animals (2011), YPLL (2013) y Beneath California (2015).

## Historia

### Formación yUgly Animals(2011)
Retox se formó en 2011, originalmente por la decepción de los miembros fundadores Justin Pearson y Gabe Serbian de que su banda anterior Head Wound City fue demasiado efímera y quería repetir ese sonido, aunque este sonido evolucionó con el tiempo y más con la adición de Thor Dickey y Michael Crain. La banda lanzó un EP homónimo y su álbum debut Ugly Animals ese año a través de Ipecac Recordings, un sello discográfico con sede en California cofundada por Mike Patton y Greg Werckman. Ugly Animals fue auto-financiado por los miembros de la banda y grabado en una cinta analógica para capturar la estética de la banda que no pudo ser capturar digital-mente, una decisión tomada por el ingeniero Manny Nieto.

### YPLL(2012–2013)
En 2013, Retox anunció que firmaron con el sello fundado por Brett Gurewitz, Epitaph Records para grabar su segundo álbum de estudio. Pearson ya había trabajado con Epitaph para lanzar Heaven's Pregnant Teens en 2006 con su antigua banda Some Girls. Retox lanzó YPLL a través del sello, el 7 de mayo de 2013. Antes del lanzamiento del álbum, Serbian dejó la banda y fue sustituido por Brian Evans. En YPLL, Retox se centró más en estructuras de canciones y riffs de guitarra simples, y contó con una aparición especial de Nick Zinner (Head Wound City, Yeah Yeah Yeahs) en la pista «Congratulations, You Are Good Enough».

### Beneath California(2014–presente)
La banda cerró el 2014 con un EP split con Narrows, que cuenta con exmiembros de Unbroken, Botch, These Arms Are Snakes y Some Girls. El EP fue lanzado a través del sello de Pearson, Three One G y contó con dos pistas: la canción exclusiva «Fascination Street» y «This Should Hurt a Little Bit», que aparece en el tercer álbum de la banda. Retox lanzó su tercer álbum de estudio titulado Beneath California el 10 de febrero de 2015 a través de Epitaph. En apoyo de Beneath California, Retox realizó una gira por América del Norte en febrero a marzo de 2015 con Whores.

## Miembros
| Miembros actuales - Justin Pearson – voces (2011–presente) - Michael Crain – guitarras (2011–presente) - Ryan Bergmann – bajo (2015–presente) - Kevin Avery – batería (2017–presente) | Miembros anteriores - Gabe Serbian – batería (2011) - Brian Evans – batería (2011–2016) - Thor Dickey – bajo (2011–?) - Keith Hendriksen – bajo (?) |

## Discografía
Álbumes
- Ugly Animals (2011, Icepac)
- YPPL (2013, Epitaph)
- Beneath California (2015, Epitaph)

EPs
- Retox (2011, Ipecac)
- Narrows / Retox split (2014, Three One G)

## Videografía
Videoclips
- "A Bastard on Father's Day" (2011)[9]
- "Biological Process of Politics" (2013)[10]
- "Let's Not Keep in Touch" (2015)[8]
- "Without Money, We'd All Be Rich" (2015)[11]
- "Die in Your Own Cathedral" (2015)[12]